# LA-ICP-MS
L'ablazione laser-plasma accoppiato induttivamente-spettrometria di massa, comunemente indicata con LA-ICP-MS (dall'inglese laser ablation-inductively coupled plasma-mass spectrometry) è una tecnica analitica basata sull'accoppiamento dell'ablazione laser, per il campionamento, del plasma accoppiato induttivamente per la ionizzazione dell'analita e della spettrometria di massa per la sua rivelazione.
L'ablazione si fa con laser ad alta potenza, di solito laser Nd:YAG o a eccimeri, il vapore prodotto viene convogliato nel plasma da un gas di trasporto.
A differenza della spettrometria di massa-plasma accoppiato induttivamente (ICP-MS) dove il campione deve essere portato in soluzione, non è richiesto alcun pretrattamento e non è necessario che il campione sia conduttore.
Questa tecnica inoltre permette di fare mappature del campione ponendosi così come "concorrente" della SIMS.
Trova applicazione nell'analisi di superfici e nell'analisi puntuale, mappatura, di campioni biologici.